# بویی (رستوران)
بویی (کاتالونیایی: El Bulli؛ ‏تلفظ کاتالان: [əl ˈβuʎi]) رستورانی در رُسِـس اسپانیا بود که توسط سرآشپر نامداری اسپانیایی فران آدریا (که بعدها برادرش آلبرت آدریا هم به او ملحق شد) اداره می‌شد. این رستوران که در سال ۱۹۶۵ تأسیس شد، مشرف به «کالا مونژوئی»، خلیجی در کوستا برابا، در کاتالونیا بود. بویی دارای سه ستارهٔ میشلن بود و در سال ۲۰۰۶ به عنوان «مبتکرترین تولیدکننده غذاهای عالی و فاخر روی کره زمین» توصیف شد. این رستوران در ۳۰ ژوئیه ۲۰۱۱ به سبب ضرر مالی بسته شد و سپس به نام جدید «بنیاد بویی»، مرکزی برای نوآوری و خلاقیت در آشپزی راه اندازی شد. مجلهٔ تخصصی رستوران ۵ مرتبه این رستوران را در صدر فهرست ۵۰ رستوران برتر جهان قرار داد.